# 伊頓混亂
伊頓混亂（英語：Eton mess）是一種傳統的英式甜點，由草莓或其他漿果、蛋白酥皮和生奶油混合而成。在1893年首次出現在文章記錄中，被主要認定此食物起源於伊頓公學，並在伊頓公學與哈羅公學學生的年度板球比賽中首次亮相。伊頓混亂也會出現出現在哈羅公學的食堂中，因此也被稱為哈羅混亂。
Lancing mess是一種類似的甜點，並把草莓漿果換成香蕉，這樣甜點在西薩塞克斯的Lancing 學院中全年供應。</link>

## 歷史
伊頓公學午餐於1920到1930間在學校的“襪子店”（原文sock shop,類似點心店）提供，最初的版本是用草莓或香蕉與冰淇淋或奶油混合製成。  蛋白酥皮是後來添加進入食譜中。  伊頓公學也有用許多其他類型的夏季水果来制作， 但草莓被認為是最傳統的版本。</link>
“混乱”一词可能指菜肴的外观， 或可用于“一定数量的食物”，特别是“准备好的软食菜肴”或“一起烹调或食用的各种成分的混合物” 。 

## 延伸閱讀
- Leigh, Rowley. . The Daily Telegraph. 2003-07-01  [2023-11-12]. （原始内容存档于2023-10-04）.